# Isländische Fußballmeisterschaft 1954
Die isländische Fußballmeisterschaft 1954 war die 43. Spielzeit der höchsten isländischen Fußballliga.
Es nahmen sechs Teams am Bewerb teil, die jeweils einmal gegeneinander antraten. Der Titel ging zum insgesamt dritten Mal an den Titelverteidiger ÍA Akranes.

## Abschlusstabelle
| Pl. | Verein             | Sp. | S | U | N | Tore    | Quote | Punkte |
| --- | ------------------ | --- | - | - | - | ------- | ----- | ------ |
| 1.  | ÍA Akranes (M)     | 5   | 4 | 1 | 0 | 020:400 | 5,00  | 09:10  |
| 2.  | KR Reykjavík       | 5   | 3 | 2 | 0 | 009:600 | 1,50  | 08:20  |
| 3.  | Fram Reykjavík     | 5   | 2 | 1 | 2 | 021:110 | 1,91  | 05:50  |
| 4.  | Valur Reykjavík    | 5   | 1 | 2 | 2 | 004:600 | 0,67  | 04:60  |
| 5.  | Þróttur Reykjavík  | 5   | 1 | 1 | 3 | 005:220 | 0,23  | 03:70  |
| 6.  | Víkingur Reykjavík | 5   | 0 | 1 | 4 | 002:120 | 0,17  | 01:90  |

| (M) | amtierender isländischer Meister |

### Kreuztabelle
Die Kreuztabelle stellt die Ergebnisse aller Spiele dieser Saison dar. Die Heimmannschaft ist in der ersten Spalte aufgelistet, die Gastmannschaft in der obersten Reihe. Die Ergebnisse sind immer aus Sicht der Heimmannschaft angegeben.
|                    | Fram Reykjavík | KR Reykjavík |     | Víkingur Reykjavík | Þróttur Reykjavík | ÍA Akranes |
| Fram Reykjavík     |                | 2:3          | 1:1 | 4:0                | 12:2              | 2:5        |
| KR Reykjavík       | –              |              | 1:1 | 2:1                | 1:0               | 2:2        |
| Valur Reykjavík    | –              | –            |     | 1:0                | 1:2               | 0:2        |
| Víkingur Reykjavík | –              | –            | –   |                    | 1:1               | 0:4        |
| Þróttur Reykjavík  | –              | –            | –   | –                  |                   | 0:7        |
| ÍA Akranes         | –              | –            | –   | –                  | –                 |            |